# Канадский песочник
Канадский песочник, или желтозобик (лат. Calidris subruficollis) — вид птиц семейства бекасовых.

## Описание
Канадский песочник достигает в длину от 18 до 20 см. Размах крыльев составляет от 43 до 48 см. Масса варьирует от 55 до 75 г.
Оперение канадского песочника песочного цвета. Оперение спины значительно темнее и имеет тёмные отметины. Отчётливо выделяются на фоне светлого оперения тёмные глаза. Ноги оранжево-жёлтые. Клюв тёмный. Самцы крупнее самок. Молодь похожа на взрослых, но задняя часть тела может быть бледнее. При ходьбе птица высоко приподнимает ноги. Полёт проходит чаще низко над землёй. В поисках корма быстро перебегает с места на место. При беспокойстве они часто принимают неподвижное положение. 

## Распространение
Канадский песочник распространён в Северной Америке. Он гнездится на поросших травой равнинной тундры на севере Северной Америки. Это перелётная птица, который мигрирует через центр Северной Америки на юг Южной Америки. Основной регион зимовки расположен в Аргентине, в целом ареал зимовки простирается через центр Южной Америки с юга Боливии вплоть до севера Аргентины. 
Канадский песочник регулярно наблюдается в Европе как залётный вид, чаще в Великобритании, прежде всего, в Шотландии и Ирландии.  Изредка он встречается в Европе даже маленькими стаями.
Канадский песочник охотно держится на свежевспаханных полях. Он относительно доверчив по отношению к человеку и во время миграций его можно встретить, к примеру, на площадках для игры в гольф или на аэродромах. Его питание — это насекомые. Канадский песочник гнездится на земле. В кладке в среднем 4 яйца.

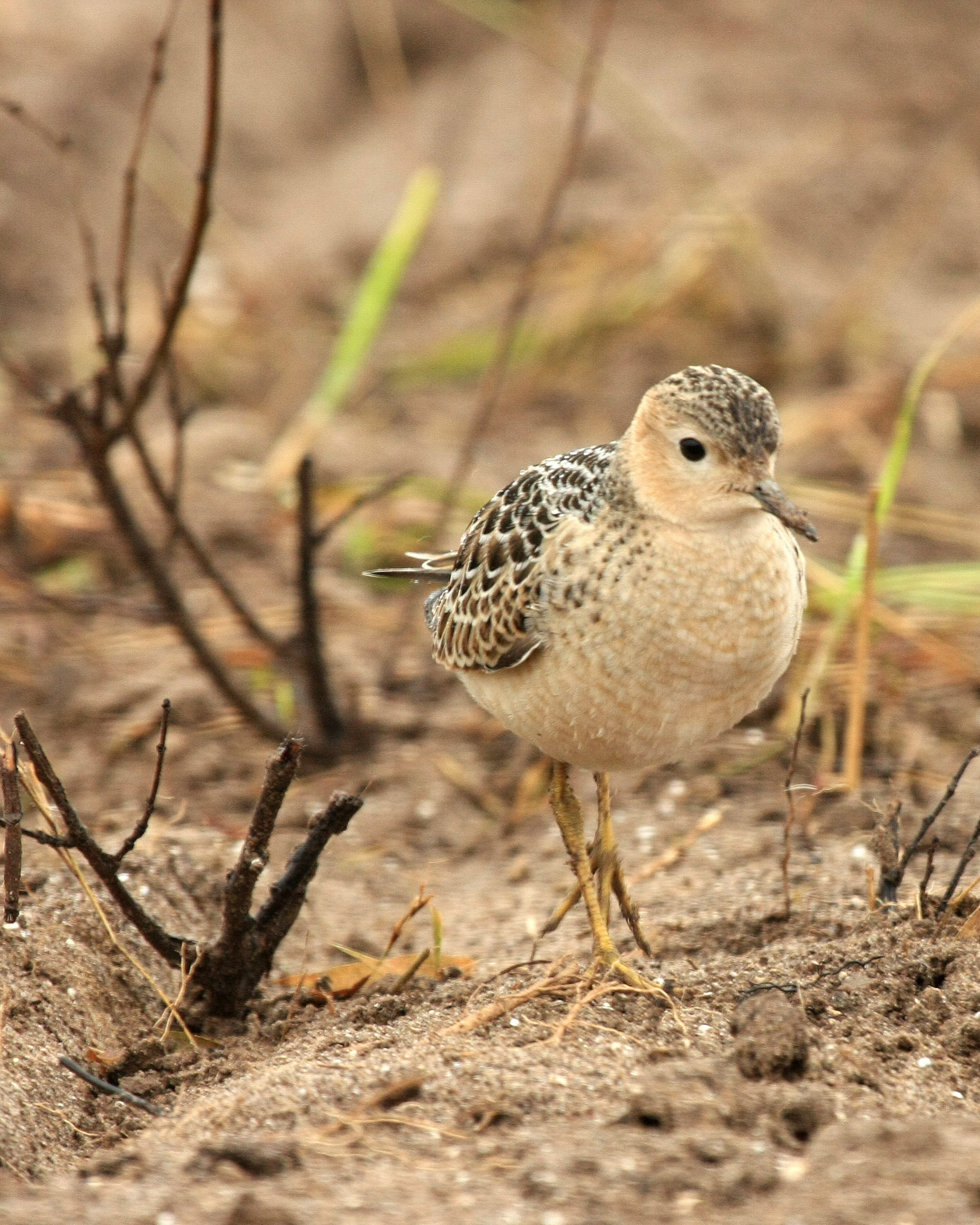
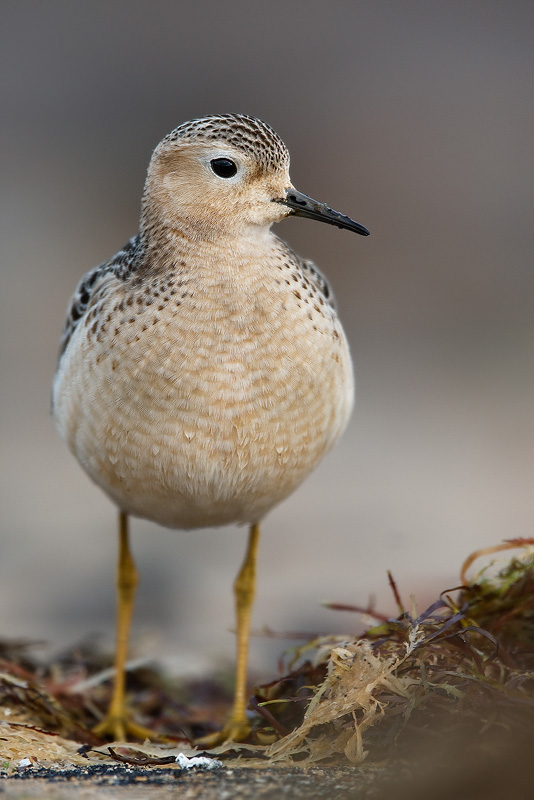